# Prunus ravenii
Prunus ravenii là loài thực vật có hoa trong họ Hoa hồng. Loài này được Zardini & Basualdo miêu tả khoa học đầu tiên năm 1992.